# Partido Comunista do Cazaquistão
O Partido Comunista do Cazaquistão (em cazaque: Азацстан Коммунистцк партиясы, Qazaqstan Kommunistık Partiasy) foi o partido político que governou a República Socialista Soviética do Cazaquistão de 1936 a 1991.

## Origem
O Partido Comunista do Cazaquistão foi fundado em 1936, quando o Cazaquistão recebeu um status de República dentro da União Soviética. O Partido Comunista do Cazaquistão era um ramo do Partido Comunista da União Soviética (PCUS) até a dissolução da União Soviética, em 1991.

## Lista de Primeiros Secretários
| N.º                                                     | Retrato                                                 | Nome (Nascimento-Morte)                                 | Início do mandato                                       | Fim do mandato                                          |
| Primeiro Secretário do Partido Comunista do Cazaquistão | Primeiro Secretário do Partido Comunista do Cazaquistão | Primeiro Secretário do Partido Comunista do Cazaquistão | Primeiro Secretário do Partido Comunista do Cazaquistão | Primeiro Secretário do Partido Comunista do Cazaquistão |
| ------------------------------------------------------- | ------------------------------------------------------- | ------------------------------------------------------- | ------------------------------------------------------- | ------------------------------------------------------- |
| 1                                                       |                                                         | Levon Mirzoyan (1897-1939)                              | 5 de dezembro de 1936                                   | 3 de maio de 1938                                       |
| 2                                                       |                                                         | Nikolay Skvortsov (1899-1974)                           | 3 de maio de 1938                                       | 14 de setembro de 1945                                  |
| 3                                                       |                                                         | Jumabay Shayakhmetov (1902-1966)                        | 14 de setembro de 1945                                  | 6 de março de 1954                                      |
| 4                                                       |                                                         | Panteleimon Ponomarenko (1902-1984)                     | 6 de março de 1954                                      | 8 de maio de 1955                                       |
| 5                                                       |                                                         | Leonid Brejnev (1906-1982)                              | 8 de maio de 1955                                       | 6 de março de 1956                                      |
| 6                                                       |                                                         | Ivan Yakovlev (?-?)                                     | 6 de março de 1956                                      | 26 de dezembro de 1957                                  |
| 7                                                       |                                                         | Nikolay Belyayev (1903-1966)                            | 26 de dezembro de 1957                                  | 19 de janeiro de 1960                                   |
| 8                                                       |                                                         | Dinmukhamed Konayev (1912-1993)                         | 19 de janeiro de 1960                                   | 26 de dezembro de 1962                                  |
| 9                                                       |                                                         | Ismail Yusupov (1914-2005)                              | 26 de dezembro de 1962                                  | 7 de dezembro de 1964                                   |
| 10                                                      |                                                         | Dinmukhamed Konayev (1912-1993)                         | 7 de dezembro de 1964                                   | 16 de dezembro de 1986                                  |
| 11                                                      |                                                         | Gennady Kolbin (1927-1998)                              | 16 de dezembro de 1986                                  | 22 de junho de 1989                                     |
| 12                                                      |                                                         | Nursultan Nazarbaev (1940-)                             | 22 de junho de 1989                                     | 28 de agosto de 1991                                    |